# Seznam chráněných území v okrese Plzeň-jih
Toto je seznam chráněných území v okrese Plzeň-jih aktuální k roku 2010, ve kterém jsou uvedena chráněná území v oblasti okresu Plzeň-jih.
| Kód  | Obrázek                   | Typ  | Název                    | Rozloha (ha) | Galerie Commons                                                      | Popis území | Souřadnice                       |
| ---- | ------------------------- | ---- | ------------------------ | ------------ | -------------------------------------------------------------------- | --- | -------------------------------- |
| 1348 | Přírodní památka Bouřidla | PP   | Bouřidla                 | 11,54        | Kategorie „Bouřidla“ na Wikimedia Commons                            | Bohatá lokalita jalovce obecného | 49°29′42″ s. š., 13°39′25″ v. d. |
| 6018 | Nad Maráskem              | CHKO | Brdy                     | 34 499,3427  | Kategorie „CHKO Brdy“ na Wikimedia Commons                           | Harmonicky utvářená převážně lesní krajina Brdské vrchoviny se zachovalými ekologickými funkcemi | 49°35′12″ s. š., 13°43′31″ v. d. |
| 2493 |                           | PR   | Fajmanovy skály a Klenky | 29,35        |                                                                      | Zbytek reliktních borů a jedlobučin | 49°34′57″ s. š., 13°43′18″ v. d. |
| 104  |                           | PP   | Hádky                    | 5,62         |                                                                      | Teplomilná doubrava se vzácnou květenou | 49°40′14″ s. š., 13°34′57″ v. d. |
| 1367 |                           | PP   | Hořehledy                | 5,54         |                                                                      | Ochrana ojedinělého souboru lužních lesů a mokřadních olšin | 49°36′15″ s. š., 13°38′44″ v. d. |
| 127  | NPR Chejlava              | NPR  | Chejlava                 | 25,90        | Kategorie „Chejlava (national nature reserve)“ na Wikimedia Commons  | 154 roky starý porost buku, smrku s jedlí a klenem, lokalita vzácných lišejníků | 49°32′12″ s. š., 13°33′25″ v. d. |
| 135  | Popis obrazku             | PR   | Chynínské buky           | 13,92        | Kategorie „Chynínské buky“ na Wikimedia Commons                      | Starý bukový prales s bohatým podrostem | 49°34′55″ s. š., 13°44′16″ v. d. |
| 180  |                           | PR   | Kokšín                   | 20,65        |                                                                      | Smíšený listnatý porost s bohatou květenou | 49°36′17″ s. š., 13°40′37″ v. d. |
| 220  | Přírodní rezervace Lopata | PR   | Lopata                   | 6,67         | Kategorie „Lopata (Nature reserve)“ na Wikimedia Commons             | Ochrana zbytků přirozených lesních ekosystémů, zejména lipových javořin | 49°39′52″ s. š., 13°33′26″ v. d. |
| 666  |                           | PP   | Loupensko                | 5,98         | Kategorie „Loupensko“ na Wikimedia Commons                           | Bizarní skupina buližníkových skal | 49°31′11″ s. š., 13°20′27″ v. d. |
| 231  |                           | PP   | Lužany                   | 7,02         | Název kategorie na Wikimedia Commons nebyl zadán                     | Lužní les na Úhlavě | 49°32′43″ s. š., 13°19′10″ v. d. |
| 245  |                           | PP   | Míšovské buky            | 1,31         | Kategorie „Míšovské buky“ na Wikimedia Commons                       | Zbytek kyselé bikové bučiny a jedlobučiny | 49°35′51″ s. š., 13°44′18″ v. d. |
| 1351 | Kosatec sibiřský          | PP   | Novoveská draha          | 4,93         | Kategorie „Novoveská draha“ na Wikimedia Commons                     | Mozaika lučních, vřesových a mokřadních společenstev na drahách | 49°28′7″ s. š., 13°32′0″ v. d.   |
| 1951 |                           | PP   | Pod Smutným koutem       | 8,65         |                                                                      | Doubrava s pestrou květenou | 49°38′13″ s. š., 13°23′17″ v. d. |
| 2085 | Polánecký mokřad          | PR   | Polánecký mokřad         | 3,78         | Kategorie „Polánecký mokřad“ na Wikimedia Commons                    | Zrašeliněné a mokřadní louky s výskytem zvláště chráněných a vzácných druhů rostlin | 49°25′52″ s. š., 13°33′24″ v. d. |
|      |                           | PřP  | Plánický hřeben - Kákov  |              | Kategorie „Nature park Plánický hřeben - Kákov“ na Wikimedia Commons | |                                  |
| 6167 | PP Šlovický vrch          | PP   | Šlovický vrch            | 41,2026      | Kategorie „Šlovický vrch“ na Wikimedia Commons                       | Pestrá biotopová mozaika na bývalém vojenském cvičišti s vysokým podílem raně sukcesních oligotrofních stanovišť a s výskytem vzácných a ohrožených druhů rostlin a živočichů, zejména kuňky žlutobřiché | 49°39′42″ s. š., 13°18′54″ v. d. |
| 1330 |                           | PP   | V Houlištích             | 14,60        | Kategorie „V Houlištích“ na Wikimedia Commons                        | Zbytek květnaté bučiny s bohatou květenou | 49°26′30″ s. š., 13°32′48″ v. d. |
| 1350 |                           | PP   | Vojovická draha          | 6,13         | Kategorie „Vojovická draha“ na Wikimedia Commons                     | Vlhké louky a rašeliniště se vzácnou květenou | 49°27′47″ s. š., 13°31′3″ v. d.  |
| 534  |                           | PR   | Zlín                     | 17,75        | Kategorie „Zlín (nature reserve)“ na Wikimedia Commons               | Teplomilná doubrava s výskytem několika druhů zvláště chráněných a vzácných rostlin | 49°36′28″ s. š., 13°21′53″ v. d. |